# Liochthonius intermedius
Liochthonius intermedius är en kvalsterart som beskrevs av Chinone och Aoki 1972. Liochthonius intermedius ingår i släktet Liochthonius och familjen Brachychthoniidae. Inga underarter finns listade i Catalogue of Life.